# Marcus Valerius Volusus
Pour les articles homonymes, voir Valerius Volusus.
Marcus Valerius Volusus est un homme politique romain du VIe siècle av. J.-C., frère de Publius Valerius Publicola (l'un des quatre qui a renversé la royauté et élu quatre fois consul), et père de Manius Valerius Volusus Maximus (dictateur en 494 av. J.-C.) et de Lucius Valerius Potitus Publicola (consul en 483 et 470 av. J.-C.),.
Il faut préciser que comme la plus grande partie des hommes et des institutions de cette époque romaine, la réalité de son existence historique et de ses actions nous échappent, nos sources lacunaires présentant par ailleurs des récits et des traditions considérablement réécrits et déformés.

## Biographie selon la tradition
Selon Plutarque, il serait le descendant d'un des premiers Valerii, qui, peu après la fondation de Rome, serait à l'origine de la réconciliation entre Sabins et Romains, et de la paix signée entre ces deux peuples. Denys d'Halicarnasse confirme qu'il serait un descendant des Sabins venus à Rome avec Titus Tatius, qui partagea le trône de Rome avec Romulus.
À la suite de l'instauration de la République, la dédicace du temple de Jupiter Capitolin n'a toujours pas eu lieu en 509 av. J.-C.,. Marcus Horatius Pulvillus a l'honneur, par le tirage au sort ou par la décision de nombre de sénateurs, de le dédier, tandis que Publius Valerius Publicola prend la tête des armées pour faire face aux Véiens,,. Marcus Valerius Volusus, ainsi que toute sa famille, tente par tous les moyens d'empêcher cette dédicace jusqu'à ce que Publius Valerius Publicola revienne, faisant croire que le fils de Marcus Horatius Pulvillus est mort, mais le consul ne s'en trouble point et continue la dédicace,,.
En 508 av. J.-C., il participe à la bataille contre Porsenna aux portes de Rome, commandant l'aile droite avec Titus Lucretius Tricipitinus, et ne peut empêcher la fuite de ses troupes à la suite des blessures des consuls.
En 505 av. J.-C., il est élu consul avec Publius Postumius Tubertus. Les Sabins font des incursions sur le territoire romain. Par la suite, il part à la tête des armées et se poste face à l'ennemi sur les bords de l'Anio. Après quelque temps où les deux camps se font face sans rien tenter, la bataille s'engage sur la rivière elle-même. Il repousse les Sabins qui lui font face tandis que l'autre aile recule, jusqu'à ce que le deuxième consul envoie Spurius Larcius Flavius avec la cavalerie pour rétablir l'équilibre, et l'infanterie arrive ensuite pour écraser les Sabins, sauvés par la tombée de la nuit, qui doivent fuir. Il obtient conjointement à son collègue les honneurs du triomphe. En plus de cela, il lui est décrété la construction d'une villa sur le Palatin aux frais de l'État.
En 501 av. J.-C., les Latins s'agitent car Octavius Mamilius, gendre de Tarquin le Superbe, souhaite lui rendre son trône et unir les Latins pour cela contre Rome. Il est envoyé comme ambassadeur aux villes voisines pour tenter de calmer les esprits et parle ensuite à l'assemblée des Latins, qui se préparent à la guerre. Il démontre brillamment que la République romaine tient tous ses engagements envers les Latins mais Octavius Mamilius et Tarquin le Superbe réussissent à faire voter à l'assemblée que le traité entre Latins et Romains soit dissous, et la guerre est déclarée quelque temps après.
Selon Tite-Live, il participe à la bataille du lac Régille en 499 av. J.-C., sous les ordres du dictateur Aulus Postumius Albus. Alors que la bataille fait rage, et que les Latins faiblissent, un des fils de Tarquin avance avec le corps des exilés romains, qui rééquilibre le combat. Marcus Valerius Volusus s'élance pour combattre le jeune Tarquin, mais emporté par sa fougue, tombe au milieu des ennemis.

### Auteurs antiques
- Denys d'Halicarnasse, Antiquités romaines [détail des éditions]
- Dion Cassius, Histoire romaine [détail des éditions] [lire en ligne]
- Plutarque, Vies parallèles [détail des éditions] [lire en ligne]
- Tite-Live, Histoire romaine [détail des éditions] [lire en ligne]

### Auteurs modernes
- (de) Georg Wissowa (dir.), Paulys Realencyclopädie der classischen Altertumswissenschaft (lire en ligne)
- (en) T. Robert S. Broughton, The Magistrates of the Roman Republic : Volume I, 509 B.C. - 100 B.C., New York, The American Philological Association, coll. « Philological Monographs, number XV, volume I », 1951, 578 p.
- (en) Henrik Mouritsen, Maggie Robb (dir.), « Digital Prosopography of the Roman Republic », King’s College London, 2018
- David Djaoui, Jean-Paul Demoule (préface), Enquêtes archéologiques, l'affaire Valerius Proculus, Paris, 2021? Errance, 174 p.